# لوني باول
لوني باول (بالإنجليزية: Lonnie Powell)‏ هو رسام أمريكي، ولد في 1943.